# 기르수

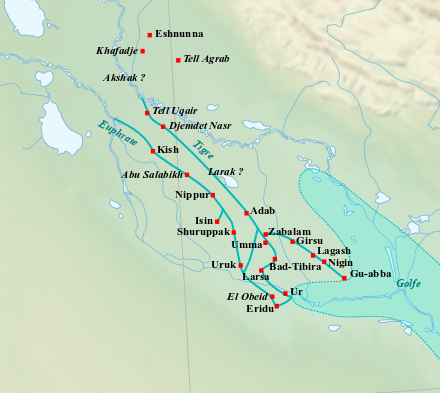

기르수(Girsu)(현대의 이라크, 디카르주,텔로(Telloh))는 라가시라는 수메르 도시국가의 중심지였다. 라가시에는 이런 중심지가 세 장소가 있었는데, 기르수(Girsu, 현재 Telloh), 라가시(Lagash, 현재 al-Hiba), 니나-씨라라(Nina-Sirara, 현재 Zurghul)이다. 기르수에서 도시 라가시까지는 25km 정도 되며, 도시 라가시에서 니나-씨라라는 10km 정도 떨어져 있다. 기르수에서 수메르어로 기록된 토판이 40,000 점 정도가 발굴되었기 때문에 이 장소가 라가시였다는 것이 증명되었다.

## 역사
기르수는 선사시대부터 사람이 살았던 흔적이 발견되었고(Ubaid, Jemdet Nasr Period), 역사시대로 접어든 이후에는 고대 왕조 시대(Early Dynastic Period)와 악카드 왕조 이후 시대에 특히 번성했던 것으로 보인다. 그 후 우르 제3왕조 시대 이후에는 역사무대에서 주목받지 못했으나, 기원전 2세기까지 꾸준히 사람이 거주한 것으로 보인다.

고대 왕조 시대(ED III)에 기록된 왕정문서들이 남아 있는데 정치 지도자의 건축 행위, 관개시설 보수, 그리고 주위 도시국가들과 전쟁한 기록이 주를 이루고 있다.

구데아 왕 시절에 기르수는 사실 라가시 왕국의 수도였고, 앉거나 서서 기도하는 모습으로 조각된 구데아 동상들이 많이 발견되었다. 그리고 정치적인 권력이 라가시로 이동한 후에도 계속해서 종교적인 중심지로 명맥을 이어 갔다.

기원전 2세기에 아다드-나딘-아헤(Adad-nadin-aḫe)라는 메소포타미아식 이름을 가진 사람이 신전 건축에 사용된 벽돌에 아람어와 그리스어로 벽돌에 명문을 새겨서 사용한 것이 발견되었다.

## 고고학
기르수에서 약 40,000 점의 쐐기문자 점토판이 발굴되었다. 구리로 만든 동상이나 단검, 각종 토기나 금속 그릇 등도 많이 발견되었다.
앉거나 서서 기도하는 모습으로 조각된 구데아 동상들도 많이 발견되었다.

## 지도
| 모술바그다드테헤란유프라테스강티그리스강니푸르기르수라가시마라드우루크우바이드우르에리두키시수사안샨마리아카드이신라르사바빌론아수르니네베님루드두르샤루킨class=notpageimage\| 메소포타미아의 고대 도시들 : 수메르의 도시 : 엘람의 도시 : 아카드 제국의 도시 : 아모리인의 도시 : 바빌로니아의 도시 : 아시리아의 도시 : 현대의 이라크 · 이란의 도시 |